# Сейлор Юпитер
Сейлор Юпитер (яп. セーラージュピター сэ:ра: дзюпита:) — один из основных персонажей метасерии «Сейлор Мун». Её настоящее имя — Макото Кино (яп. 木野まこと Кино Макото). Она является физически сильной школьницей, способной превращаться в одну из особых героинь серии — воина в матроске.
Сейлор Юпитер стала четвёртым воином, встреченным главной героиней Сейлор Мун. Она самая сильная среди воинов. Кроме того, Сейлор Юпитер может управлять электричеством и использовать магию, связанную с растениями. Друзья редко называют её полным именем, используя сокращение Мако-чан.
Кроме участия в основных событиях серии, персонаж появляется в короткой истории, посвященной лично ей, Mako’s Depression (с англ. — «Депрессия Мако»). Также для неё было выпущено несколько image song, включая три CD-сингла.

## Профиль
Макото — достаточно крупная и высокая девушка. У неё вьющиеся каштановые волосы, собранные в высокий хвост, перехваченный резинкой с зелёными шариками — типичная прическа для боя. Макото владеет приёмами боевого искусства. Имеет зелёные глаза, из украшений она носит только серёжки в виде роз, которые также используются в отвлекающих атаках во время боя.
Макото знакомится с Усаги, когда на ту нападают хулиганы (в аниме), а в манге спасает от летящей в неё машины. Позже выясняется, что Макото — круглая сирота — её родители погибли в авиакатастрофе и уже в 14 лет она живёт одна. Это выработало в ней самостоятельность, умение постоять за себя, вести домашние дела, а также аэрофобию. В школу Дзюбан перешла из-за драки в прежней школе, где причинила своему противнику серьёзные травмы. В прежней школе у неё был молодой человек, с которым она сравнивает всех своих нынешних возлюбленных.
Макото — один из самых последовательных персонажей во многих версиях сериала, всегда изображается одновременно как самая мужественная и женственная из воинов-хранителей. Её самая близкая мечта — выйти замуж и иметь магазин с пирожными и цветами. После поступления в среднюю школу она также вступает в кулинарный и садовый клубы. Одним из её сильнейших увлечений является каратэ, это становится известно уже сразу при её первом появлении. Её любимым предметом является домоводство, а меньше всего она любит физику.
Из еды Макото больше всего нравится вишнёвый пирог, а нелюбимая еда отсутствует. Её любимыми цветами являются зелёный и светло-розовый. Её любимые животные — тропические рыбки.

## Формы
| Форма                | Манга  | Аниме     | Телесериал |
| -------------------- | ------ | --------- | ---------- |
| Макото Кино          | Акт 4  | 25 серия  | Акт 5      |
| Сейлор Юпитер        | Акт 5  | 25 серия  | Акт 6      |
| Вторая (Супер) форма | Акт 37 | 143 серия | --         |
| Принцесса Юпитера    | Акт 41 | --        | --         |
| Третья форма воина   | Акт 42 | --        | --         |

Как персонаж с несколькими реинкарнациями, особыми силами, трансформациями и долгим временем жизни, растянутым между эрой Серебряного Тысячелетия и 30-м веком, по ходу серий Макото получает разные формы и псевдонимы.

### Сейлор Юпитер
Макото способна становиться воином — Сейлор Юпитер. Её униформа окрашена в зелёный и розовый, она включает в себя также серьги в форме роз и зелёные полусапожки. В манге и телесериале у неё также есть пояс с небольшим шариком, наполненным ароматической смесью. В ходе событий она использует несколько титулов, включая «воин защиты», «исполинский Юпитер», «воин грома и отваги», и «воин заботы». Её личность при перевоплощении в воина не изменяется, но некоторые силы в обычном виде ей не доступны.
По-японски планета Юпитер называется Мокусэй (яп. 木星), где первый кандзи обозначает дерево, а второй указывает на небесный объект.

### Принцесса Юпитера

Планетарный символ Юпитера

Во времена Серебряного Тысячелетия Сейлор Юпитер также являлась принцессой своей родной планеты, но это звание ей дали только из-за того, что она умела профессионально кататься на фигурных коньках, т.к. это было любимое занятие жителей Серебряного тысячелетия. Она оказалась среди тех, чьей обязанностью было защищать принцессу Лунного королевства Серенити. Как принцесса Юпитера она проживала в замке Ио и носила зелёное платье — в такой форме она появлялась в оригинальной манге и на рекламных изображениях. Однажды Наоко Такэути изобразила её в объятиях Нефрита, но никаких дальнейших намёков на их романтические отношения не было ни в аниме, ни в манге, В мюзиклах любовь между Юпитером и Нефритом преподносится как данность, на это также намекается в видеоигре Another Story.

## Способности
Сейлор Юпитер изображается необычайно сильным Сейлор Воином. Чтобы превратиться в воина, она должна сначала поднять специальное устройство (ручку, браслет, палочку или кристалл) в воздух и прокричать специальную фразу: «Jupiter Power, Make-up!». Становясь сильнее и получая новые устройства для превращения, она уже меняет эту фразу, чтобы пробудить силу звезды, планеты и кристалла Юпитера.
Сейлор Юпитер может управлять силами, связанными с молниями и громами. В течение всей первой сюжетной арки она использует только разряд молнии, которой она называет Supreme Thunder («Высший гром»). В манге же её первой атакой является Flower Hurricane («Цветочный ураган»), с помощью которой она может создавать ураган из цветков.
Во второй сюжетной арке у Сейлор Юпитер появляется атака Sparkling Wide Pressure, состоящая из электрического бумеранга. Кроме вариаций предыдущих способностей (с добавлением «Dragon» или «Super»), её самая мощная атака появляется в четвёртой сюжетной арке под названием Jupiter Oak Evolution, которая является её основной атакой до самого конца сериала. С этой же атакой она получает листья дуба Юпитера — главный элемент атаки.

## Разработка персонажа
Макото впервые появилась в предполагавшемся к выпуску аниме Codename: Sailor V, но тогда её имя давалось как Мамору Тино. Создательница Наоко Такэути подтвердила, что именно этот персонаж стал Макото, и сообщила, что изначально предполагалось, что Макото будет не только сильной, но и лидером женской банды, как впрочем и курильщицей. Очень похоже на имя прототипа Макото был впоследствии назван главный герой серии — Мамору Тиба.

## Критика
Официальный опрос популярности героев «Сейлор Мун» различает Макото Кино и Сейлор Юпитер как отдельных героев. В 1992 году читатели определили их на 11-е и 5-е место соответственно из 38 возможных позиций. Год спустя из 50 персонажей Юпитер опустилась на 11 позицию, а Макото была двенадцатой. В 1994 году из 51 позиций Юпитер занимала семнадцатую, а Макото восемнадцатую строчки. В начале 1996 года опять из 51 персонажей Макото стала двадцать третьей, а Юпитер двадцать седьмой.
Для каждой из внутренних воинов и Сейлор Мун были выпущены фанбуки. Книга про Макото вышла в 1996 году. Позже она была переведена на английский издательством Mixx.

## Актрисы
В оригинальном аниме Макото озвучивала Эми Синохара. В Sailor Moon Crystal её озвучивала Ами Косимидзу.
В мюзиклах роль Макото в разное время исполняло 12 актрис: Норико Камияма, Мариэ Сада, Такако Инаёси, Эмика Сато, Акари Тонэгава, Тихо Ояма, Эми Курияма, Юрико Хаяси, Аяно Сугимото, Каори Саката, Карина Окада и Маи Ватанабэ.
В телесериале Pretty Guardian Sailor Moon взрослую Макото сыграла актриса Мю Адзама, а в детстве — Мисё Наруми.